# 古代都市
『古代都市』（こだいとし、フランス語: La Cité antique）は、1864年にストラスブールで出版された、フランスの歴史家フュステル・ド・クーランジュの最も有名な著作。著者は、デカルト的アプローチに依りながら、古代の歴史家や詩人たちが遺した古代についてテキストに基づいて、古代ギリシアや古代ローマの社会における最初期の諸制度の起源を分析している。

## 概要
著者はこの本の序文で、古代の人々の習慣を検討する際に、現代の習慣を参照してしまうという誤りを犯さないよう、読者に警告し、古代の人々を研究するためには、われわれが偏見を捨て、事実に基づくことが求められるのだと述べている。
フュステル・ド・クーランジュは、古代のギリシア人やローマ人たちの諸制度の基盤に、宗教と信仰があったと考えた。すべての一族には、それぞれの信仰と神があった。財産や相続などをめぐる規則を司るのは、この小さなカルトであった。やがて時が経ち、人々の間に秩序が必要となり、一貫した規則が求められるようになり、それが及ぶ対象も徐々により広範囲に及ぶようになってゆき、遂にはひとつの都市国家全体を包括するまでに至った。したがって、都市の起源も宗教に根ざしており、ルストラティオ (Lustration) のように国勢調査と連動して定期的に実施される清祓の儀式や、地元の神々を讃えて誰もが参加して行われる祝祭の饗宴などが、それを証明している。
しかし、当初の法律は、貴族に特権を認めていたため、やがて平民の不満を呼び、遂には社会革命が起こって社会の福祉が宗教の新しい基盤となって都市の生活を再建し、キリスト教が普及するまでそれが続いた。

## 日本語訳
- フュステル・ド・クーランジュ『古代都市』 田辺貞之助訳、白水社（上下）、1944年 - 1948年、改訂版（全1巻）、1995年